# 小行星3969
小行星3969（英語：3969 Rossi）是一颗围绕太阳公转的小行星。1978年10月9日，柳德米拉·瓦斯列娜·朱然勒娃在克里米亚发现了此天体。
这颗小行星的绝对星等为211.8536209693215等。